# NHK番組改変問題
NHK番組改変問題（エヌエイチケイ ばんぐみかいへんもんだい）とは、NHKが2001年1月30日に放送したETV特集 シリーズ「戦争をどう裁くか」、とくにその第2回「問われる戦時性暴力」に関する一連の報道と訴訟を指す。

## 概要
この問題では、VAWW-NETジャパンが主催した模擬法廷イベント「日本軍性奴隷制を裁く女性国際戦犯法廷」を主な題材としてNHKが番組を放送したが、出演者らは事前にきいていた説明と大きく異なる内容が放送されたと主張。のちに朝日新聞が「この番組ではNHKが政治家からの圧力に抗しきれず番組内容をねじまげた」などと報じた一方で、名指しされた政治家側・NHK側が報道内容を全面否定したことから政治問題化した。
また「法廷」を主催したVAWW-NETジャパンのNHK提訴にも発展。この裁判は控訴審ではNHK側に損害賠償が命令されたが、最高裁ではそれが破棄され原告側の敗訴が確定するなど、判断が分かれた。一方で放送倫理・番組向上機構（BPO）の「放送倫理検証委員会」はこの問題を審議して「NHKの自主自律」を危うくする放送倫理上の問題があったなどと結論づけ、NHKと政治の関係に改めて注目を集めるきっかけとなった。

## 経緯
「日本軍性奴隷制を裁く女性国際戦犯法廷」は、2000年12月にVAWW-NETジャパンが開催した模擬法廷（民衆法廷）イベントである。当時、戦時中の性被害に対する告発が世界的に広がっており、これに「民衆の立場を反映させる」として、旧ユーゴ国際刑事法廷の前所長などを「判事」役として開かれた。そして従軍慰安婦など日本軍の戦時犯罪の責任は昭和天皇および日本国家にあると提訴され、12月12日、「天皇裕仁及び日本国を、強姦及び性奴隷制度について、人道に対する罪で有罪」との判決を言い渡した。
この「法廷」開催に先立つ8月、NHK関連団体のプロデューサーは、外部製作会社に所属する女性ディレクターに、この「法廷」をめぐって番組製作を依頼。NHK本体の教養番組部と連携して取材をすすめていた。

### 番組放送前後（2000-2001）

#### 放送直前の動き
- 同2000年12月上旬、「おはよう日本」などNHKのニュースでこの「女性法廷」が報道されると、内容が公平さを欠くとする保守派から強硬な抗議を受けるようになった。さらにこのテーマについてドキュメンタリーを放送する予定であることが広まると、放送中止要求も含めた様々な声がNHKに寄せられるようになった[2]。
- 年が明けた2001年1月中旬、完成した番組の部内試写が行われる。通常は立ち会うことのない吉岡民夫教養番組部長がこれに同席、番組に対してさまざまな不満を述べ、内容の削除や変更・追加取材などを強硬に要求したとされる[8][2]。変更が重なるなか、当初製作を担当した外部のディレクターは業務継続を断念、以後はNHK教養番組部内で作業が行われる[2]。
- 2001年1月27日、西村修平（当時「維新政党・新風」代表）、日本世論の会、大日本愛国党がNHKに押しかけ、女性国際戦犯法廷は「反日・偏向」の政治集会だとして、放送中止を求める抗議行動を行った（街宣車による抗議あり）。
- 2001年1月28日、吉岡教養番組部長らが命じた追加取材の一部として、秦郁彦が取材を受ける（秦は番組内で「法廷」の様々な問題を指摘して批判を行う）。

#### 放送
- 1月下旬、ＥＴＶ２００１『戦争をどう裁くか』と題する４回シリーズで放送される[4]。

| 放送日  |       | 副題                 | 放送時間       |                                                      |
| ------- | ----- | -------------------- | -------------- | ---------------------------------------------------- |
| 1月29日 | 第1回 | 人道に対する罪       | 22時～22時44分 | ナチス時代の強制労働、アルジェリアの独立運動弾圧など |
| 1月30日 | 第2回 | 問われる戦時性暴力   | 22時～22時40分 | 日本軍による性暴力の実状／女性国際戦犯法廷など       |
| 1月31日 | 第3回 | いまも続く戦時性暴力 | 22時～22時44分 | 戦時性暴力追及のこころみなど                         |
| 2月1日  | 第4回 | 和解は可能か         | 22時～22時44分 | 南アフリカ真実和解委員会など                         |

#### 放送直後の動き
- 2月2日、中川昭一が伊藤律子・番組制作局長に会い、この番組について「実は内部で色々と番組を今検討している最中です」との報告を受ける[9]。
- 2月6日、VAWW-NETジャパンが番組内容について、「主催団体名や肝心の判決内容が一切紹介されなかったばかりか、法廷に対する不正確な誹謗や批判が一方的に放送された」とする公開質問状をNHKに渡す。
- 2月26日号の週刊新潮が「NHKが困惑する特番『戦争をどう裁くか』騒動」なる記事を掲載。記事中では、放送時間が第2回だけ40分に短縮されたことや、放送直前の右翼の抗議行動、秦への急な取材、伊藤律子・番組制作局長が自民の大物議員に呼び出され釘を刺されたという噂などを取り上げ、「もしNHKが “外圧”に屈して番組内容を差し替えたとしたら、公共放送として大変な汚点だ」と批判。
- VAWW-NETジャパンは、NHKが当初の企画通りに放送しなかったとして、NHKを訴えた。NHKは外注先（孫請けサイド）の制作に問題があるとも主張し、外注先会社はNHK制作者から提示された企画だとしてここでも争いがあった。

### 朝日新聞による報道（2005）
2005年1月12日、朝日新聞は、「NHK『慰安婦』番組改変 中川昭・安倍氏『内容偏り』前日、幹部呼び指摘」との見出しで、この番組の編集・内容について、放送内容を事前に知った経済産業相・中川昭一と内閣官房副長官・安倍晋三からNHK上層部に圧力があったとする報道を行った。
2005年1月13日、この番組作りにかかわったNHK番組制作局の長井暁チーフプロデューサーが単身で会見を開き「政治介入を受けた」と告発。
それによれば、安倍・中川が番組内容を知り、「公正中立な立場でするべきだ」と求め、やりとりの中で「それが出来ないならやめてしまえ」という発言もあったという。これに対しNHKは調査を行い、「NHKの幹部が中川氏に面会したのは放送前ではなく放送の3日後であることが確認され、さらに安倍氏についても放送の前日ごろに面会していたが、それによって番組の内容が変更されたことはなかった。この番組については内容を公平で公正なものにするために、安倍氏に面会する数日前からすでに追加のインタビュー取材をするなど自主的な判断で編集を行なった」と主張。長井はNHKトップの海老沢会長がすべてを承知であり、その責任が重大だと指摘した。
数日後、任期切れの近い海老沢は退任の意向を示し、技術系出身の新会長の下で従来の拡大路線を継続することを発表。
なお、NHKの永田浩三プロデューサーは、安倍がNHKの放送総局長を呼び出し、「ただではすまないぞ。勘ぐれ」と言ったとする伝聞を紹介。永田は「『作り直せ』と言えば圧力になるから『勘ぐれ』と言ったのだ」と明言している。

#### 安倍晋三の対応
安倍晋三は、2005年1月中旬に各社の報道番組に出演し、NHKの番組に政治的な圧力をかけたとする朝日新聞の報道を否定し、放送法に基づいていればいいという話であったと述べた。また、女性国際戦犯法廷の検事として北朝鮮の代表者が４人入っていることと（鄭南用、洪善玉、黄虎男、金恩英）、そのうち2人（黄虎男、鄭南用）が北朝鮮の工作員（＝スパイ）と認定されて日本政府がペルソナ・ノン・グラータとして以降査証の発行を止められているとして、北朝鮮の工作活動が女性国際戦犯法廷に対してされていたとする見方を示した。

#### 中川昭一の対応
中川昭一は、2005年1月27日の衆議院予算委員会にて、朝日新聞の報道内容にいくつかの事実誤認が見られるとして、同紙に対して訂正と謝罪を求めていると述べた。

#### NHKによる朝日新聞報道批判
NHKは主要なニュース番組などで朝日新聞の報道を誤報とする放送を行い、ここでは「朝日新聞虚偽報道問題」との字幕を表示した。内容は、朝日新聞の記事の全面否定と、NHKから朝日新聞社への公開質問状の紹介、安倍と中川の記者会見などをあわせて編集したものであった。一方で、朝日新聞社も系列局テレビ朝日の番組で自社役員も出演する「報道ステーション」などで反論し、さらに紙面でもNHKによる誤報との断定に対して法的措置を検討するという記事が掲載された。
この時のNHK側の報道を指揮をしたのは、海老沢と関係が深いといわれた元報道局長・諸星衛理事であった。なお、朝日新聞の抗議ののち、NHKは後日「虚偽」の文字を外している。
また、朝日新聞紙上で「NHK幹部」と目された松尾武・元放送総局長が「自分が取材を受けた幹部」と名乗り出て、朝日の記事を全面否定する記者会見を行った。
これに対して、かりに朝日新聞社側が、「録音テープ」を公表すれば、NHK側の主張が虚偽であることが明らかとなって、NHKにとっては致命傷となる可能性もあったが、「録音テープ」が出されることは無かった。出されなかったのは、もともと録音の承諾を取っていなかったためである、とされている。

#### 朝日新聞による検証
2005年7月に、朝日新聞は上記報道の検証記事を掲載したが、主張の裏づけとなる新事実を欠くものであった。これに対し、NHKや産経新聞は、この番組の編集について政治家からの圧力がNHK上層部にあったとする今までの報道には根拠がないので、朝日新聞は明白な根拠を示すべきである、とした。また、読売新聞も「説得力に乏しい朝日の『検証』」と題した社説で朝日を批判、毎日新聞、日本経済新聞の社説も、検証が不十分と批判した。週刊新潮などの週刊誌も、朝日新聞を批判する記事を掲載した。

##### 録音テープと魚住昭記事
朝日新聞社が番組改変の証拠とされる「録音テープ」を未だ出さない状況で、社内関係者がその内容を魚住昭にリークし、魚住は「NHK vs. 朝日新聞『番組改変』論争-『政治介入』の決定的証拠」（『月刊現代』2005年9月号) で圧力はあったと結論づけ、安倍を批判した。
これに対して安倍は「重要な発言がカットされ、都合のいい部分だけを抜き出している」と反論。同時に「資料の信憑性も含めて決定的証拠とはいえない。ただ、私の承諾を得ずに取材が録音された可能性は高まった」と述べた。
自民党は、無断記録や取材資料の流出について「あたかも取材のやりとりを記録した取材資料があるということを世間に強調したかっただけの『やらせ』ではないか」と指摘し、抗議として、8月1日、公式以外の取材を「すべて自粛していただく」として、事実上の取材拒否を表明した。ただし、自民党は魚住は無視した。さらに、第44回総選挙では「朝日読者には自民党支持者が少ない」という理由で、党としては史上初めて朝日への選挙広告を取り止めた。
録音テープについては、当初は状況的に存在する可能性があるとされたが、朝日は現在に至るまで出していない。このため、テープの存在自体を怪しむ主張もある。しかし、これには以下の経緯があり、テープの存在を肯定する主張もある。

##### 「NHK報道」委員会の見解と朝日新聞会見
2005年9月30日、朝日新聞がNHK番組改変疑惑の信憑性の検証を委託した第三者機関「『NHK報道』委員会」が「（記者が疑惑を）真実と信じた相当の理由はあるにせよ、取材が十分であったとは言えない」 という見解を出す。これを受けて朝日新聞は社長の記者会見を開き、取材の不十分さを認めた。一方で記事の訂正や、謝罪はなかった。
「NHK報道」委員会のメンバーは後に伊藤忠商事会長の丹羽宇一郎、元共同通信編集主幹原寿雄、前日弁連会長本林徹、東大大学院教授長谷部恭男らであった。

## 番組改編と報道問題に関する見解
これらの件に対しては、以下のような見解が見られる。

### 北朝鮮（朝鮮総連）の関与について
- 法廷主催者が番組改変疑惑を報じた朝日新聞の元記者であること、番組改変疑惑を報じた本田雅和記者と主催者は交流がたいへんに深かったこと、VAWW-NETジャパンの発起人であり、「女性国際戦犯法廷」運営委員の一人であった池田恵理子が番組の製作下請けであるNHKエンタープライズ21のプロデューサーであること（ドキュメンタリージャパン（DJ）が製作の孫請けとなっていた）、「女性国際戦犯法廷」の検事として関わった北朝鮮代表者が安倍晋三によって工作員であると指摘されたこと、NHK側が面会した国会議員が与野党議員に渡る中、番組改編疑惑として取り上げた対象が対北朝鮮強硬派である安倍、中川の二人だけであることなどから、朝日新聞、VAWW-NETジャパン、北朝鮮の連携による北朝鮮強硬派議員の失脚を狙ったものではないかとする見解(西村幸祐[22] ら）。
  - 2005年10月14日、朝鮮総連関連の施設である財団法人在日本朝鮮人科学技術協会、西新井病院（東京足立区）などが家宅捜索をうける。この在日本朝鮮人科学技術協会と同じく総連系の株式会社メディア・コマース・リボリューションなどと、VAWW-NETジャパンの所在地が同一であることから、朝鮮総連とVAWW-NETジャパンの密接な関係が指摘されている[23]。
- 「従軍慰安婦」問題に当事者である北朝鮮の人間が検事としてかかわるのは当然であり、そのことをもって北朝鮮主導の工作とするのは不当であるという見解[24]。

### 魚住昭へのリーク
- 魚住昭への情報流出については「取材協力者を裏切った」（大島信一・『正論』編集長）などと批判がある一方で[25]、「真実を追求するためにやむを得ず隠し撮りせざるを得ない場合がある」と擁護する論も出た（原や魚住など）[26]。

## その後
2006年5月16日の朝日ニュースター『ニュースの深層』に出演した中川昭一は、「朝日新聞は裏づけをしっかりしてから、記事にして欲しい。圧力はかけていないという事実関係を私は証明しているのに、訂正も反論もないまま記者は一切出て来ず、逃げ回っている。そして朝日新聞社は社を挙げてそれを守っている」と批判した。
2007年1月29日のNHK制作の報道番組「ニュースウオッチ9」での高裁判決の放送内容について、原告（VAWW-NETジャパン）側は、放送倫理・番組向上機構(BPO)に対して、公平・公正な取扱いを欠いたことによる放送倫理違反だと申し立てた。これに対してBPOは2008年、「本件放送が公平・公正を欠き、放送倫理違反があった」とし、申し立て人が「公平・公正を欠いた放送によって、著しい不利益を被ったものと判断する」が、「謝罪まで認める必要もない」、という見解を示した。
一方で、BPOの放送倫理検証委員会は、2009年1月9日の定例会で、「改変経過がNHKの自立性に疑問を持たせ、放送倫理上問題があるという認識で一致した」（川端和治・委員会委員長）として「審議」に入る旨決定した。2009年4月28日、BPOの放送倫理検証委員会は、この番組について意見書を発表し、「NHKの予算等について日常的に政治家と接している部門の職員が、とりわけそれら政治家が関心を抱いているテーマの番組の制作に関与すべきではない」ことを指摘している。

## 影響・その他の争点

### NHKへの影響
- 2005年6月、NHK番組制作局やスペシャル番組センターなどの職員有志が、改革・新生委員会（委員長・橋本元一会長）に文書を出し、「番組変更の最大の原因は政治への過剰反応だった」として、NHK倫理・行動憲章の改定を提言した。これに対して、NHK経営広報部は「局内で出ているさまざまな提言の一つとして検討中」とした[30]。
- 番組改変の記事を執筆した本田雅和記者は、NHK不払い運動を行っている本多勝一記者の弟子にあたる。

### 放送法
一連の騒動において問題にされる「中立」「編集の自由」の語に該当することは、放送法第一条（目的）と三条（番組編集の通則）にある。
- 原則。法律の目的（一章の一条）として、『放送の不偏不党、真実及び自律を保障することによって、放送による表現の自由を確保すること。』
- 通則。具体的な編集（三条）について、「法的権限のない者に従う必要がない」、と保護する一方でまた義務（または必要）として、「政治的に公平」、「事実を曲げない」、「対立問題については、論点をできるだけ多角的にとらえて見せる」、と明記している。

## 女性国際戦犯法廷の報道をめぐるNHK裁判
NHKが放送した番組内容に関し、女性国際戦犯法廷の主催者であるVAWW-NETジャパンが、取材時に製作会社であるドキュメンタリージャパン（以下DJ）と同意していた企画と異なったことから、「政治的圧力に屈して内容を改竄した」としてNHK・NHKエンタープライズ21（NEP21）・DJの三者を訴えた裁判。最高裁まで争われ、VAWW側の訴えはすべて退けられた。

### 原告側主張
VAWW-NET側（主催者側）の主張では、制作会社との合意に反して審理の解説や判決言い渡しシーンを削除したり、日本大学教授であった秦郁彦のコメントを挿入するなど批判的な立場の意見も取り入れて編集され、放送時間も短縮された。この編集により構成が取材を受けたVAWW-NET側の期待にそぐわないものになったとし、期待権を損ねたと訴えた。

### 被告側主張
NHK側は、上記編集は全体的に番組のバランスを取るために行われたことであり、特に問題ないと主張している。

### 判決
- 女性国際戦犯法廷の報道をめぐるNHK裁判（東京地裁2004年3月24日）
一審では、「番組内容は当初の企画と相当乖離しており取材される側の信頼を侵害した」として、DJの責任を認容し、100万円の支払いを命じたが、「放送事業者には、取材素材を自由に編集して番組製作することが保障される」として、NHK・NEP21への請求は退けたことから、判決を不服としたVAWW-NETジャパンが控訴。
- 控訴審判決（東京高裁2007年1月29日）
二審では「憲法で保障された編集の権限を濫用し、又は逸脱したもの」「放送番組編集の自由の範囲内のものであると主張することは到底できない」と認定。VAWW-NETの「期待権」に対する侵害・「説明義務」違反を認め、NHK、NEP21、DJの共同不法行為として3者に200万円の賠償を命じた[33]。NHKは、判決を不服として上告した。
- 上告審判決（最高裁2008年6月12日）
上告審では、最高裁判所第1小法廷（横尾和子裁判長）において高裁判決を破棄し、原告の請求を退ける逆転判決を言い渡した。最高裁は本判決においてVAWW-NETの当番組に対する「期待権」は保護されないとの見解を示し、原告敗訴が確定した[34]。

### 裁判後の反応

#### 原告の反応
原告のVAWW-NETは「政治家の圧力・介入を正面から取り上げない不当判決だ」「司法の公平、公正性に大変失望した。一部政治家の意向に沿うようにゆがめて放送していいのか」（西野瑠美子共同代表）、「判決は具体的な事実を離れて一般論に終始している。NHKを勝たせようという結論が先にあったのではないか」（飯田正剛弁護団長）と最高裁判決を批判した。

#### 被告NHKの反応
NHK広報部は「どのような内容の放送をするかは放送事業者の自律的判断にゆだねられており、正当な判断と受けとめている。最高裁は『編集の自由』は軽々に制限されてはならないという認識を示したものと考える」とコメント。

#### 政治家の反応
自民党の中川昭一は「私と安倍晋三前首相が『事前に番組に圧力をかけた』と朝日新聞で報じられたことが捏造だと確認されたが、（朝日新聞からは）私たちに謝罪はなく名誉は毀損されたままだ。問題はまだ決着していない」と述べた。また、安倍晋三は「最高裁判決は政治的圧力を加えたことを明確に否定した東京高裁判決を踏襲しており、（政治家介入があったとする）朝日新聞の報道が捏造であったことを再度確認できた」とコメントした。

#### 報道関係の反応
- 朝日新聞は広報部を通じて「訴訟の当事者ではなく、判決も番組改変と政治家とのかかわりについて具体的に判断していないので、コメントする立場にない」との見解を示している[35]。
- 読売新聞は、最高裁が期待権の法的保護の要件を厳格に評価したことについて、妥当な判決だと評価している[38]。
- 産経新聞は、この判決について『「政治の介入」判断せず』として、高裁判決が「NHK幹部が政治家の意図を忖度した」と指摘した点について、「最高裁がこの問題をどう判断するかも焦点だったが、争点の判断に必要なかったために判決ではまったく触れられなかった」と伝えた[39]。